# Comune di Fanø
Il comune di Fanø è un comune della Danimarca situato sull'omonima isola nella regione della Danimarca Meridionale (Syddanmark). Capoluogo e sede amministrativa è il centro abitato di Nordby.

## Centri abitati
I centri abitati principali del comune sono:
- Nordby (2 689)
- Sønderho (291)